# Stenopygella usambarica
Stenopygella usambarica es una especie de mantis de la familia Mantidae.

## Distribución geográfica
Se encuentra en Tanzania.